# Revista Os Caminhos da Terra
Revista Os Caminhos da Terra ou somente Os Caminhos da Terra é uma revista do Brasil. Em 1995 , ganhou o Prêmio ExxonMobil de Jornalismo (Esso) de Informação Científica, Tecnológica e Ecológica, concedido a Ricardo Kotscho, pela obra "CAIAPÓS S/A". A revista pertencia ao Grupo Abril, depois foi vendida para a Editora Peixe. A revista também foi dirigida pela Editora Azul.